# شهر التوعية بالصحة العقلية
شهر التوعية بالصحة النفسية، والمعروف ايضًا بشهر الصحة العقلية، نشاط بدأ بالولايات المتحدة في عام 1949 بواسطة المنظمة الأمريكية للصحة العقلية، (عُرفت لاحقاً بل المعهد الوطني للصحة العقلية). في منتصف شهر مارس من كل عام، تطلق الصحة العقلية الأمريكية مجموعة من الأدوات لإعداد الدليل للأنشطة التوعوية خلال هذا الشهر. وفي شهر مايو، تهتم الصحة العقلية الأمريكية والشركات التابعة لها والمنظمات الأخرى بالصحة العقلية وتقييم عدد من الأنشطة والتي تكون فكرتها الأساسية مختلفة سنة بعد سنة.

## مواضيع السنوات الأخيرة
| السنة | الفكرة                       | الشرح |
| 2019  | العقل من أجل الجسد           | تم اختيار موضوع # العقل من أجل الجسد مرة أخرى وتم توسيعه لعام 2019 "بمجموعة من الموارد الجديدة التي يمكن وصفها بأنها أجزاء أساسية من مجموعة أدوات التعافي للجميع". |
| 2018  | اللياقة البدنية              | كانت فكرة 2018 عبارة عن اللياقة البدنية #العقل_للجسم وهي تتبع عن قرب مع اللياقة من اجل الموضوع المستقبلي للمؤتمر يونيو 2018. خلال شهر مايو يكون التركيز حول ما يمكن للأشخاص فعله ليصبحوا لائقين بدنياً، لا يهم ما يحدث ليكونوا في رحلتهم الشخصية نحو الصحة والراحة. |
| 2017  | مخاطر العمل                  | كانت فكرة شهر التوعية بالصحة العقلية لعام 2017 عبارة عن مخاطر العمل. وكان التركيز حول أهمية تثقيف الناس عن العادات والتصرفات التي قد تزيد من تطور وتفاقم الامراض النفسية أو قد تكون علامات على مشاكل الصحة العقلية نفسها. وتشتمل هذه عوامل الخطر مثل: خطر الجنس أو سوء استعمال الوصفة الطبية أو إدمان الانترنت أو الانفاق المفرط أو تعاطي المارجونا واخيراً أنماط ممارسة التمارين المزعجة.                                                                                    |
| 2016  | يكون المرض العقلي مثل        | التعايش مع الامراض العقلية. هذا كان موضوع الفكرة لحملة التوعية بالصحة العقلية لعام 2016. كانت دعوة للافراد لمشاركة كيفية التعايش مع الامراض العقلية في جٌمل او صور أو مقاطع فيديو وينشرونه في هشتاق #MentalHealthFeelsLike أو تسليمها مجهولين لحملة التوعية بالأمراض العقلية MHA. تهتم الحملة لتشجيع الناس للتحدث عن تجربتهم ولمشاركتهم وجهات نظرهم مع الأشخاص اللذين يواجهون صعوبة في شرح ما مَرُّوا فيه ومساعدتهم للأخرين لمعرفتهم اذا كانت تظهر عليهم علامات للأمراض العقلية. |
| 2015  | ما قبل اللمرحلة الرابعة      | لعام 2015 كان أسم الحملة B4stage4 مما يعني :"الصحة العقلية ما قبل المرحلة الرابعة" تسلط الضوء على أهمية مناقشة الأعراض المبكرة للصحة العقلية وتحديد الامراض المحتملة وتنظيم دورة مناسبة للاهتمام بالصحة العامة. طريقة عملهم هي عمل فحص مجاني سري للصحة العقلية ، عمل استفتاء لتحديد الاعراض وعوامل الخطر للحالات الصحة العقلية. |
| 2014  | اهتم بصحتك                   | هذا كان أسم الفكرة العامة للعام 2014 في الشهر التوعية بالصحة العقلية. كان التركيز في تلك السنة عن خلق جهود تحفيزية التي من شأنها أن تهدف نحو بناء الاعتراف العام فيما يتعلق في كلاً من الصحة العقلية والعامة والعافية لمن حولنا. تأمل الجمعية إعلام مواطني الولايات المتحدة لعلاقة العقل والجسم وتنوي ان تتجنب الجهاز، الخطوات والاستراتيجيات التي من شأنها تشجيع الناس لتأخذ التصرف الصحيح والإجراءات الآمنة للصحة العقلية وصحة الجسم الكاملة للفرد .                        |
| 2013  | الطريق للعافية               | في عام 2013 كانت الحملة تحمل أسم " الطريق للعافية". تسلط الاهتمام على الاستراتيجيات التي تساعد جميع الامريكان ليحققون العافية والصحة العقلية والعامة الجيدة. |
| 2012  | شفاء صدمة الجروح الغير مرئية | تهدف فكرة عام 2012 – شفاء جروح الصدمة الامرئية- لتسليط الضوء على عدة مصادر للصدمة ، لديها تأثير عميق على الصحة. التكلفة للناجين من الصدمة والمجتمع والامل الجديد لشفاء. |
| 2011  | بذل المزيد من أجل 1في 4      | اعتمد موضوع 2011 - Do More for 1 in 4 - على إحصائية المؤسسة الوطنية للصحة العقلية لعام 2005 التي تشير إلى أن واحدًا من كل أربعة بالغين أمريكيين كان لديهم حالة صحية نفسية قابلة للتشخيص في سنة معينة. كان الموضوع بمثابة دعوة للعمل للأميركيين لمساعدة 1 من 4 بالغين أمريكيين في حياتهم الذين يعيشون مع حالة الصحة العقلية القابلة للتشخيص والعلاج ، وكان يستخدم لتسليط الضوء على برامج العلاج والحيوية                                                                       |

| 2011 | بذل المزيد من أجل 1في 4 | اعتمد موضوع 2011 - Do More for 1 in 4 - على إحصائية المؤسسة الوطنية للصحة العقلية لعام 2005 التي تشير إلى أن واحدًا من كل أربعة بالغين أمريكيين كان لديهم حالة صحية نفسية قابلة للتشخيص في سنة معينة. كان الموضوع بمثابة دعوة للعمل للأميركيين لمساعدة 1 من 4 بالغين أمريكيين في حياتهم الذين يعيشون مع حالة الصحة العقلية القابلة للتشخيص والعلاج ، وكان يستخدم لتسليط الضوء على برامج العلاج والحيوية |
| 2010 | عش حياتك جيداً           | في سنة 2010 كان الموضوع يحمل اسم "عيش حياتك جيداً" ، وتتمحور حول تحفيز الناس للأخذ المسؤولية للوقاية من المشاكل الصحة النفسية خلال التحديات الشخصية والإجهاد. كانت الرسالة تأكيد للشعب بأن مشاكل الصحة النفسية قد تتجنب بالسعي نحو واتخاذ الخيارات الإيجابية في حياتنا في كلاً من الطريقتين اللتين نفكر ونتصرف بهما. |
| 2009 | عش حياتك جيداً           | كانت الفكرة مُصممة لتشجيع الناس لأخذ المسؤولية للوقاية من مشاكل الصحة النفسية خلال التحديات الشخصية والجهد. كانت الرسالة تأكيد للشعب بأن المشاكل النفسية قد تتجنب بالسعي نحو واتخاذ الخيارات الإيجابية للطريقة حياتنا في كل من الطريقتين اللتين نفكر ونتصرف بهما. |
| 2008 | أبق على تواصل           | ركز موضوع عام 2007 على عنصر أساسي في الحفاظ على الصحة العقلية والعافية وحمايتها: الترابط الاجتماعي. شجعت الفقرات على مناقشة الطرق العديدة لإنشاء الروابط التي تدعم الصحة العقلية والرفاه ، بما في ذلك: الأسرة والأصدقاء وغيرهم الذين يشكلون شبكة الدعم الاجتماعي للفرد ؛ المجتمع ككل والمتخصصين في الرعاية الصحية عند الحاجة. تهدف حملة 2008 إلى: زيادة الاعتراف بأن الصحة العقلية أساسية للصحة العامة والرفاهية ؛ زيادة الوعي بدور الترابط الاجتماعي في تعزيز الصحة العقلية وحماية الصحة النفسية في أوقات الشدائد ، لا سيما عندما يعاني المرء من ضغوطات حياة كبيرة ؛ وزيادة الاعتراف بعلامات وأعراض أمراض الصحة العقلية ، مع التركيز على الإجهاد والاكتئاب ، وأهمية التواصل مع مقدم الرعاية الصحية في وقت مبكر. |

شهر التوعية بالصحة العقلية يهدف إلى رفع الوعي وتثقيف الجمهور حول الأمراض العقلية، وذلك نظرًا لأن 18.1% من الأمريكيين يعانون من الاكتئاب و انفصام الشخصية واضطراب ثنائي القطب. في الواقع العيش بمثل الحالات واستراتيجيات لكسب الصحة العقلية والعافية. الهدف ايضاً لجذب الانتباه حول فكرة الانتحار التي قد تكون مقبولة من بعض الأمراض النفسية. بالإضافة إلى أن شهر التوعية بالصحة العقلية تسعى إلى تقليل العار (التصرفات السلبية والمفاهيم الخاطئة) التي تحيط الأمراض العقلية. جاء هذا الشهر من قبل بيان رئيسي، لا تعد المنظمة الأمريكية للصحة العقلية الوحيدة التي تُنَظِّم مثل هذه الحملات خلال شهر مايو.
اختارت الكثير من المنظمات المماثلة لاستضافة الاحتفالات التوعوية تزامناً مع شهر التوعية بالصحة العقلية. يعتبر اليوم التوعوي الوطني للصحة العقلية للأطفال واحد من هذه الحملة، هذا الحدث برعاية إدارة خدمات الصحة العقلية والمواد المسببة لإدمان في الشراكة مع المنظمات الغير هادفة للربح والدعوة.
نظمت باقي الأشهر والأسابيع خلال السنة لزيادة التوعية حول حالات محدده للصحة العقلية أو الصحة العقلية لمجموعات الديموغرافية المختلفة (شهر الصحة العقلية، أسبوع التوعية للإمراض العقلية، اليوم الوطني لفحص الاكتئاب ...ألخ).